# Йон Бйоркенгрен
Йон Бйоркенгрен (швед. John Björkengren, нар. 9 грудня 1998, Фалькенберг, Швеція) — шведський футболіст, півзахисник данського клубу  «Раннерс».

## Ігрова кар'єра

### Клубна
Йон Бйоркенгрен народився у місті Фалькенберг і футбольну кар'єру починав у місцевому однойменному клубі. У січні 2017 року футболіст підписав з клубом професійний контракт, розрахований на три роки. А в травні того року Джон зіграв перший матч у складі основної команди. По завершенню того сезону Бйоркенгрен продовжив дію контракту з клубом ще на рік.
У жовтні 2020 року Бйоркенгрен уклав чотирирічну угоду з італійським клубом Серії В — «Лечче». 2022 року допоміг команді підвищитися в класі до найвищого італійського дивізіону. Проте на цьому рівні так і не зіграв жодної гри за «Лечче», натомість на початку 2023 року був орендований друголіговою «Брешією».
4 серпня 2023 року на умовах повноцінного контракту став гравцем данського клубу  «Раннерс».

### Збірна
У період з 2019 по 2020 року Йон Бйоркенгрен відзначився вісьмома матчами у складі молодіжної збірної Швеції.